# 貝蒂霍克
貝蒂霍克（西班牙語：Betijoque），是委內瑞拉的城鎮，位於該國西部特魯希略州，是蘭赫爾市的首府，始建於1709年，海拔高度565米，該城鎮平均溫度25攝氏度。